# Vitor Hugo Franchescoli de Souza
Vitor Hugo Franchescoli de Souza, mais conhecido como Vitor Hugo, (Guaraci, 20 de maio de 1991) é um futebolista brasileiro que atua como zagueiro. Atualmente joga pelo Atlético Mineiro, emprestado pelo Bahia.
Seu sobrenome Franchescoli foi dado em homenagem a Enzo Francescoli, meia uruguaio que fazia sucesso no Campeonato Italiano jogando pelo Cagliari e pela Seleção Uruguaia na época de seu nascimento.

## Carreira

### Santo André
Criado nas categorias de base do Santo André, Vitor Hugo subiu para o profissional em 2010, onde teve destaque pelo clube paulista. Após obter bons resultados, Vitor transferiu-se para diversos clubes do Brasil, como Sport, Ituano e Ceará.

### América Mineiro
Em maio de 2013, Vitor assinou contrato com o América Mineiro, para a disputa da Série B do Campeonato Brasileiro. Vitor Hugo teve grande destaque pelo time mineiro, até então em 2014, receber o prêmio de melhor zagueiro da Série B, deixando seu time apenas um ponto atrás do acesso à Série A do Campeonato Brasileiro.

### Palmeiras
Em 15 de dezembro de 2014, assinou contrato com o Palmeiras por um empréstimo de um ano com opção de compra após o fim do contrato.
Fez sua estreia oficial pelo clube em 31 de janeiro numa vitória sobre o Audax por 3-1, numa partida válida pelo Campeonato Paulista. 
Com pouco tempo de clube Vitor caiu nas graças da torcida. Sendo um dos melhores zagueiros da primeira fase do Campeonato Paulista, logo ganhou sua titularidade no time palmeirense. 
Vitor marcou seu primeiro gol pelo Palmeiras numa partida contra o Santos, onde o time do litoral paulista venceu o jogo por 2-1. Após uma cobrança de escanteio, Vitor cabeceou para o gol, abrindo o placar. Ganhou destaque também após marcar um gol de bicicleta contra o São Bernardo pelo Campeonato Paulista, onde o Palmeiras venceu o jogo por 1-0.
Em setembro de 2015, o Palmeiras acertou a compra de 50% dos direitos econômicos de Vitor Hugo junto a Tombense, detentora de seus direitos, por aproximadamente 6 milhões de reais, com um contrato válido por cinco temporadas.
Durante sua primeira temporada, Vitor Hugo se transformou em dos principais jogadores do clube. Em 2 de dezembro de 2015, sagrou-se campeão da Copa do Brasil de 2015 pelo Palmeiras na decisão contra o Santos que representou a primeira finalíssima da história disputada no Allianz Parque.
Em 27 de novembro de 2016, sagrou-se campeão Brasileiro pelo Palmeiras. Vitor terminou o campeonato sendo o zagueiro com mais gols no campeonato, junto com o com o companheiro de zaga Yerry Mina, os dois com quatro gols marcados. Foi eleito, junto com Geromel, como o melhor zagueiro do Brasileirão, estando no time dos melhores do torneio.
Vitor entrou na lista de 10 zagueiros com mais gols pelo Palmeiras com 14 gols em 2 anos, empatado  com o zagueiro Henrique – 14 gols (2008 e 2011 – 2014) e Nen – 14 gols (2004 – 2008). Com muitos gols na conta sua comemoração não poderia ser simples, Vitor comemora seus gols dando um mortal sendo assim sua marca.

### Fiorentina
Em 5 de junho de 2017, Vitor Hugo foi anunciado como reforço do clube italiano Fiorentina, assinando um contrato de quatro anos (com opção de mais um). Os valores da negociação não foram oficialmente divulgados, mas especula-se que girem por torno de 8 milhões de euros (R$ 29,56 milhões) por 100% dos direitos do zagueiro. No dia 11 de março de 2018, Vitor Hugo marcou seu primeiro gol jogando pela Fiorentina, após ter entrado no lugar de Davide Astori, substituindo ele que infelizmente acabou falecendo uma semana antes.

### Retorno ao Palmeiras
Em 29 de julho de 2019, o zagueiro retornou ao Palmeiras, assinando um contrato até 2024.

### Trabzonspor
Em outubro de 2020, Vitor Hugo foi anunciado como novo reforço do clube turco Trabzonspor, assinando um contrato até 2024.

### Bahia
No dia 30 de março de 2023, Bahia fechou a contratação do zagueiro Vitor Hugo, de 31 anos, que pertence ao Trabzonspor, da Turquia. A informação foi dada primeiramente pelo jornalista César Luis Merlo, da 'TyC Sports'.
No final de julho de 2023, se envolveu em uma polêmica com o técnico Renato Paiva. O defensor questionou os métodos do treinador na frente do grupo e a discussão esquentou por mais de uma hora. Paiva considerou o comportamento como insubordinação e o afastou do jogo contra o Corinthians.

### Panathinaikos
O Panathinaikos acertou com o Bahia, em 20 de janeiro de 2024, o empréstimo do zagueiro Vitor Hugo, com duração de 6 meses, que seria até o final da temporada europeia. Por mais que o zagueiro possua um contrato com o Bahia de até 2026, caso cumpra metas pelo Panathinaikos, o clube grego terá a obrigação de comprar o jogador.
No dia 18 de junho de 2024, o Bahia anunciou nas suas redes sociais, o retorno do zagueiro ao futebol brasileiro, encerrando sua passagem curta pelo Panathinaikos com 10 jogos e 0 gols.

### Atlético Mineiro
No dia 12 de março de 2025, o Atlético Mineiro confirmou a contratação de Vitor Hugo. O zagueiro chega por empréstimo válido por uma temporada.

## Seleção Brasileira
Foi convocado pela primeira vez para a Seleção Brasileira pelo técnico Tite para o amistoso contra a Colômbia. Como o amistoso foi agendado fora da Data FIFA, apenas atletas que atuam no futebol brasileiro foram convocados.

## Títulos
Palmeiras
- Copa do Brasil: 2015
- Campeonato Brasileiro: 2016
- Campeonato Paulista: 2020
- Copa Libertadores da América: 2020

Trabzonspor
- Supercopa da Turquia: 2020 e 2022
- Campeonato Turco: 2021–22